# Боровинка (сорт яблони)

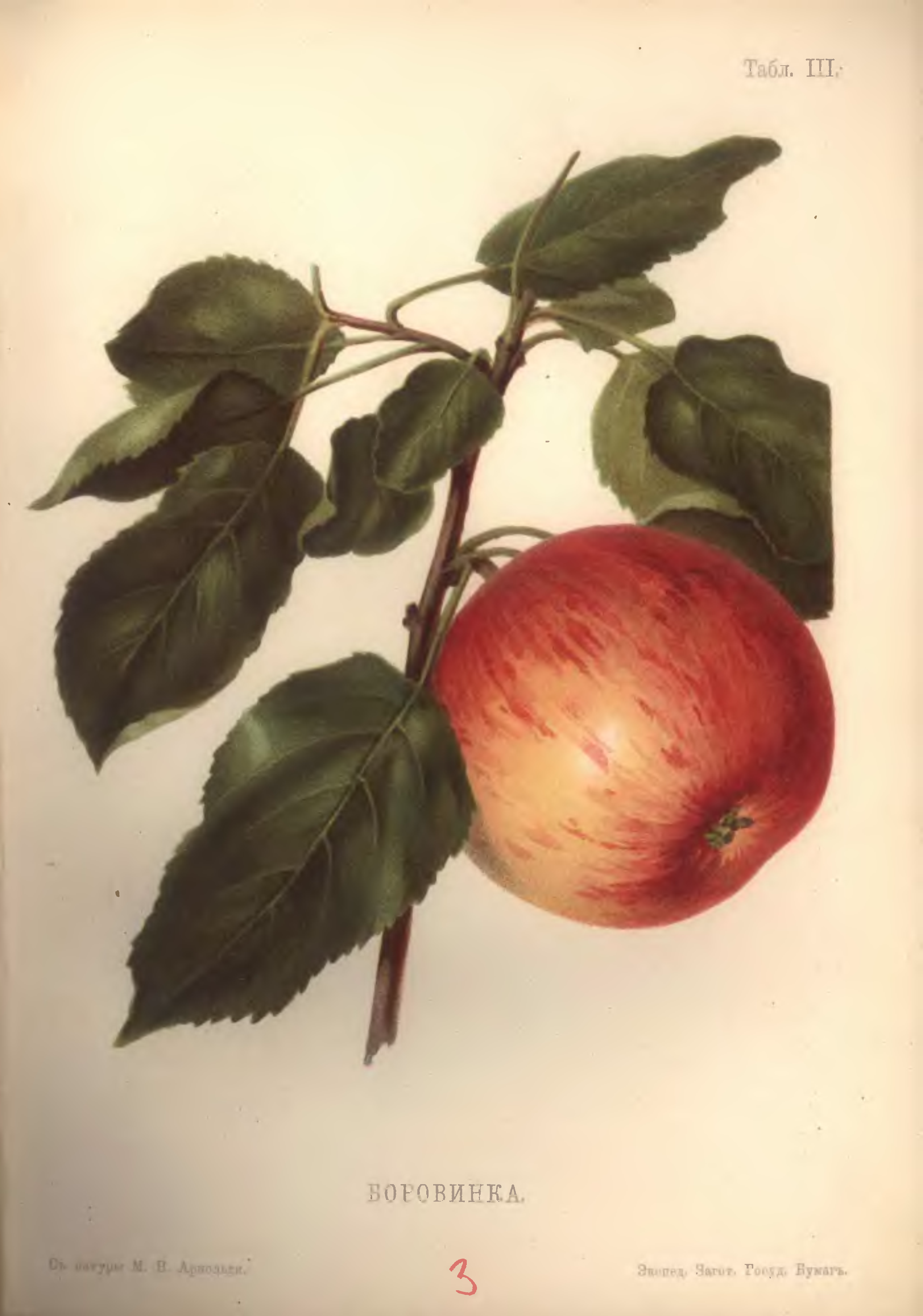
Боровинка. «Атлас плодов» под редакцией Адама Гребницкого, 1906

«Боровинка» — зимний сорт яблони домашней.

## Происхождение сорта
Старинный осенний сорт народной селекции, впервые описывается А. Т. Болотовым в конце XVIII века, в многотомнике «Изображения и описания разных пород яблок и груш, родящихся в Дворяниновских, а отчасти и в других садах» (1797—1800 гг).
Предполагалось, что Боровинка или по-московски — Боровина, означает боровое яблоко, выросшее в бору. В немецкой помологии XIX века есть предположение, что сорт попал на юг России из Персии, откуда распространился в Нижнем Поволжье, а далее в западных регионах страны.

## Распространение
Сорт был популярен не только в России, так в Западной Европе и Северной Америке, под названиями Харламовская наливная — Charlamowskyscher Nalivia, просто Харламовская — Charlamowsky, Charlamowsky, Borowizki, Duchess of Oldenburg, Бравинское (Бравина). Самым южным ареалом распространения сорта, в своё время, являлась Северная Африка, в частности Алжир.

## Характеристика сорта
М. В. Рытов в 1862 году, со слов Лодыгина давал в то время следующую характеристику:
Очень верно говорят, что Боровинка принадлежит к числу обыкновеннейших сортов яблок средней полосы России; что в Орловской и Тамбовской губерниях сорт этот не очень уважается (ценится), вероятно потому, что яблоки эти ни во вкусе, ни в прочности не могут сравниться с Антоновкой и ценятся гораздо дешевле её; кроме употребления в свежем виде они никуда не идут и в мочке не так хороши; съемщики (торговцы), однако, не пренебрегают Боровинкой, как дешевым яблоком, которое всегда имеет хороший сбыт на месте. …. Правильнее признать яблоки Боровинки пригодными только для невзыскательного вкуса
Дерево в молодости сильнорослое, но достигает лишь средних размеров. В питомнике деревья растут сильно, образуя прямые двухлетки, хорошо формирующие крону. Кора на сучьях оливкового цвета. Крона взрослых деревьев округлая. Побеги коричнево-бурые, опушённые.
Листья средней величины, яйцевидные, иногда широко-эллиптические, тёмно-зелёные с длинным тёмно-красным черешком, по краям волнообразно скрученные к нижней стороне, городчатые или городчато-пильчатые.
Плоды средней или выше средней величины, правильной плоско-округлой или почти округлой формы, ребристость отсутствует, иногда слабо выражена. Кожица тонкая, гладкая, основная окраска при съёме желтовато-зелёная, в лёжке зеленовато-жёлтая; покровная окраска на большей части плода в виде тёмно-красных полос по размытому или крапчатому розовому фону. Подкожные точки мало заметные на основной окраске, но хорошо видны на покровной, мелкие, многочисленные. Плодоножка средней длины и толщины, выходит из глубокой и широкой неоржавленной или лишь слабо оржавленной воронки. Чашечка закрытая, расположена в широком блюдце средней глубины. Сердечко широко-луковичное; семенные камеры закрытые. Подчашечная трубка воронковидная, длинная. Семена крупные, плоские, широкие, тёмно-коричневые. Мякоть желтоватая, под кожицей иногда розоватая, рыхлая, крупнозернистая.